# Кондадо-де-Тревіньйо
Кондадо-де-Тревіньйо (ісп. Condado de Treviño) — муніципалітет в Іспанії, у складі автономної спільноти Кастилія-і-Леон, у провінції Бургос. Населення — 1460 осіб (2010).
Муніципалітет розташований на відстані близько 270 км на північ від Мадрида, 90 км на північний схід від Бургоса.
На території муніципалітету розташовані такі населені пункти: (дані про населення за 2010 рік)
- Агільйо: 69 осіб
- Ахарте: 3 особи
- Альбайна: 43 особи
- Аньястро: 133 особи
- Арайко: 87 осіб
- Арана: 1 особа
- Арготе: 24 особи
- Арментія: 131 особа
- Арр'єта: 44 особи
- Аскарса: 4 особи
- Бахаурі: 13 осіб
- Бургета: 47 осіб
- Бусто-де-Тревіньйо: 9 осіб
- Кучо: 34 особи
- Дордоніс: 41 особа
- Дороньйо: 136 осіб
- Франко: 72 особи
- Фуїдіо: 23 особи
- Голерніо: 12 осіб
- Грандіваль: 30 осіб
- Імірурі: 11 осіб
- Ланьйо: 15 осіб
- Мараурі: 17 осіб
- Месанса: 2 особи
- Мораса: 13 осіб
- Москадор-де-Тревіньйо: 20 осіб
- Муергас: 6 осіб
- Обекурі: 14 осіб
- Осілья-і-Ладрера: 6 осіб
- Огета: 12 осіб
- Осана: 20 осіб
- Пангуа: 15 осіб
- Паріса: 16 осіб
- Педрусо: 5 осіб
- Саміано: 15 осіб
- Сан-Естебан-де-Тревіньйо: 6 осіб
- Сан-Мартін-де-Гальварін: 4 особи
- Сан-Мартін-Сар: 7 осіб
- Сан-Вісентехо: 3 особи
- Сарасо: 19 осіб
- Сасета: 12 осіб
- Тараверо: 7 осіб
- Торре: 7 осіб
- Тревіньйо: 211 осіб
- Ускіано: 24 особи
- Вільянуева-Тобера: 12 осіб
- Сурбіту: 5 осіб

## Демографія
Динаміка населення (INE ):

## Галерея зображень

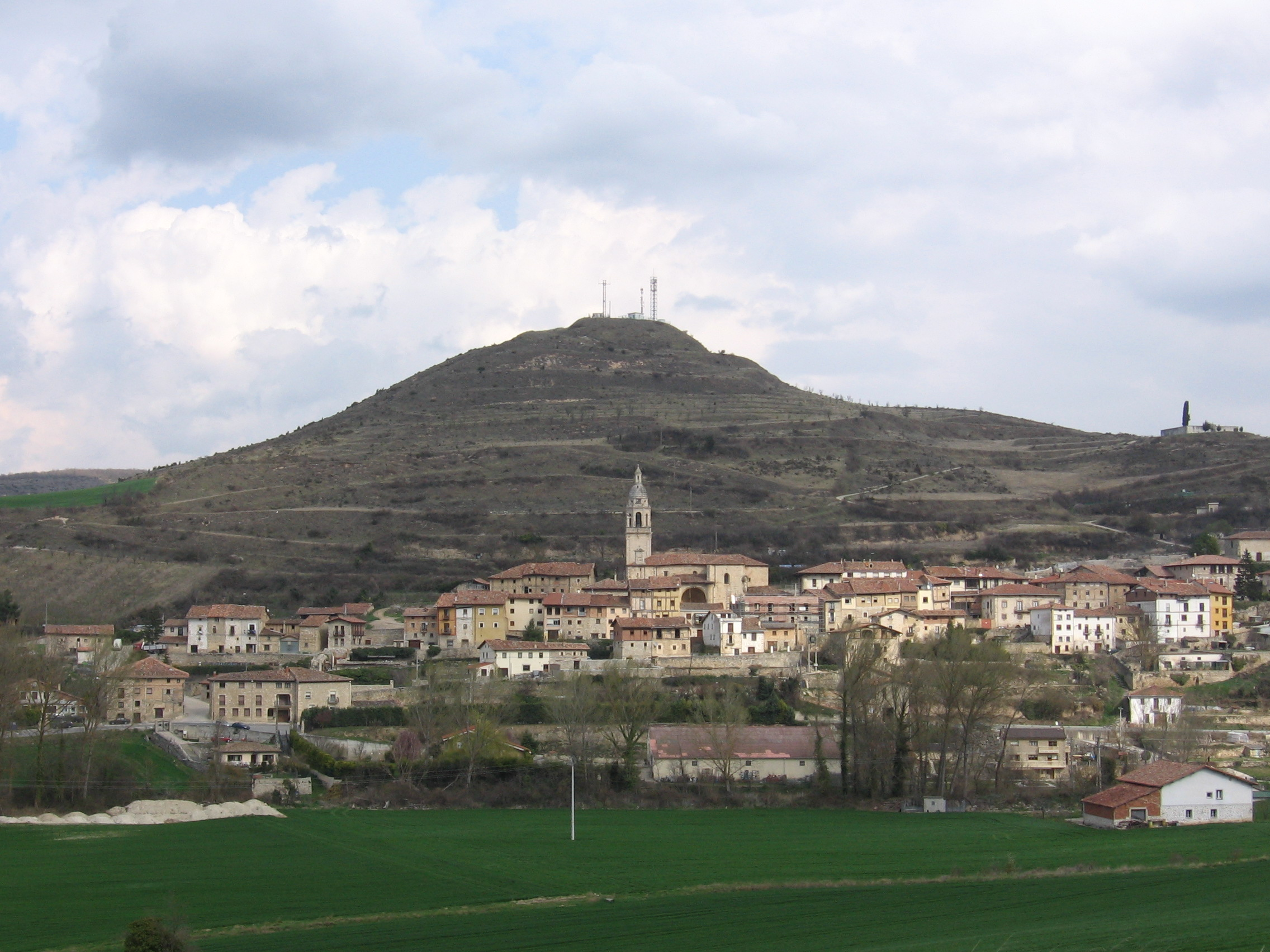
Тревіньйо